# Gare de Villers-Bretonneux
Pour les articles homonymes, voir Gare de Villers.
Ne doit pas être confondu avec Gare de Saint-Quentin-en-Yvelines - Montigny-le-Bretonneux.
La gare de Villers-Bretonneux est une gare ferroviaire française de la ligne d'Amiens à Laon, située sur le territoire de la commune de Villers-Bretonneux, dans le département de la Somme, en région Hauts-de-France.
Elle est mise en service en 1867 par la Compagnie des chemins de fer du Nord. C'est une halte de la Société nationale des chemins de fer français (SNCF), desservie par des trains TER Hauts-de-France.

## Situation ferroviaire
Établie à 89 m d'altitude, la gare de Villers-Bretonneux est située au point kilométrique (PK) 16,592 de la ligne d'Amiens à Laon, entre les gares ouvertes d'Amiens — dont elle est séparée par la halte fermée de Blangy - Glisy — et de Marcelcave.

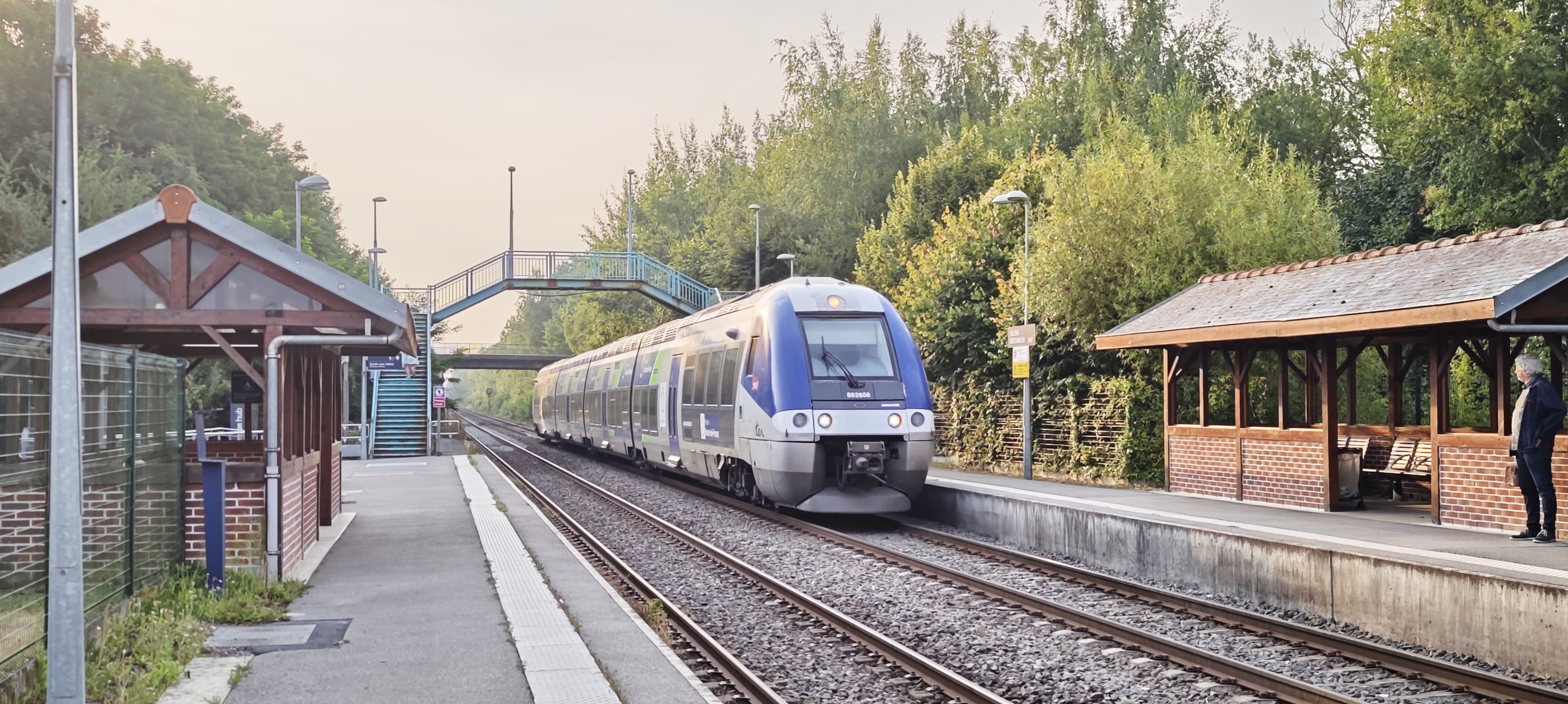
Vue générale : la passerelle, les quais et un train venant de Ham
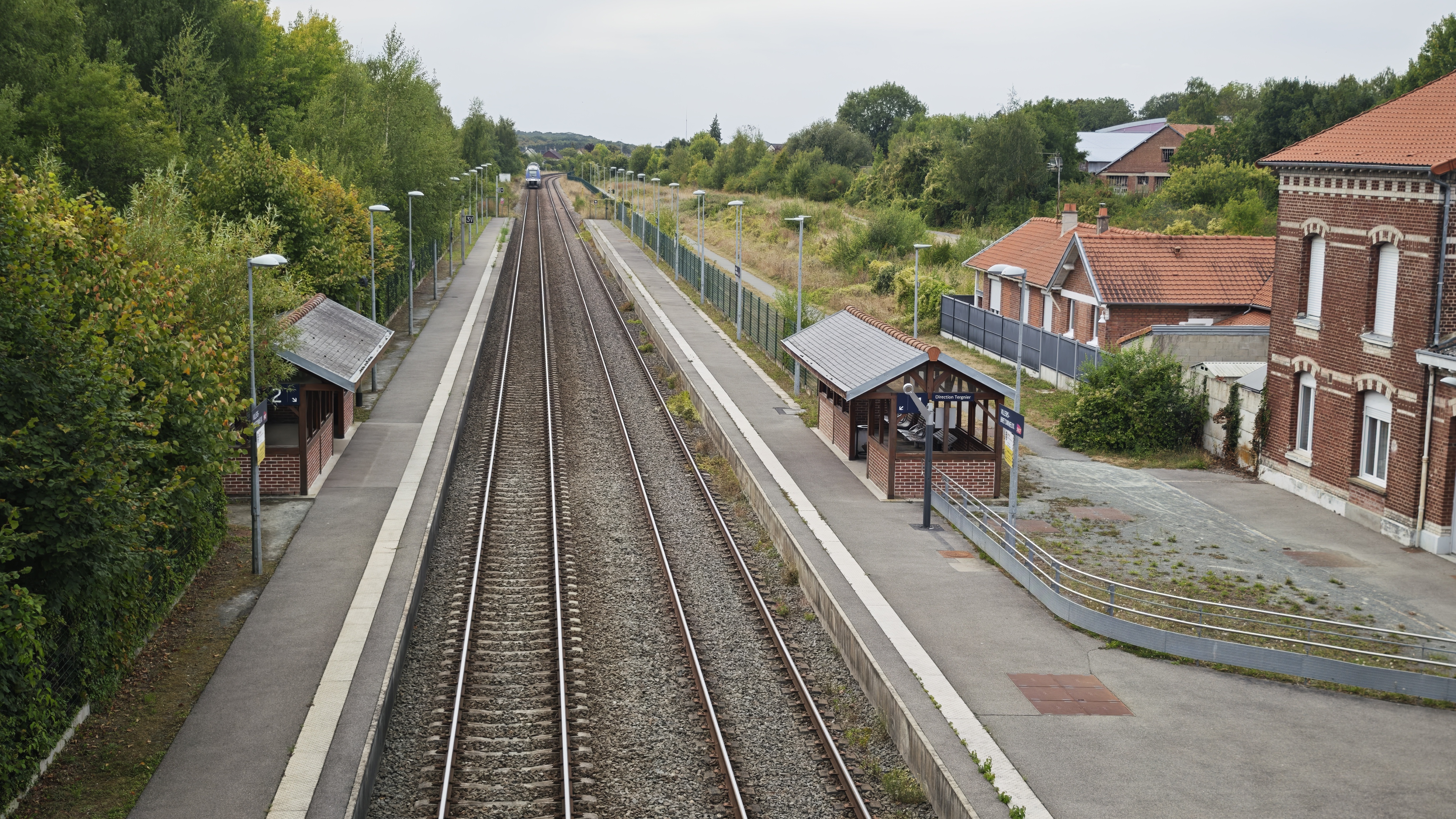
Vue depuis la passerelle vers Amiens.

## Histoire
En mars 1866, les travaux de construction de la ligne d'Amiens à Tergnier sont en cours de réalisation ; à Villers-Bretonneux, qui compte 3 641 habitants, est prévue la première station de la ligne. La compagnie du Nord met en service la section d'Amiens à Chaulnes, ainsi que la gare de Villers-Bretonneux, le 1er juillet 1867.
La gare est détruite pendant la Première Guerre mondiale,,, puis dotée après-guerre d'un bâtiment voyageurs (BV) type « reconstruction ».

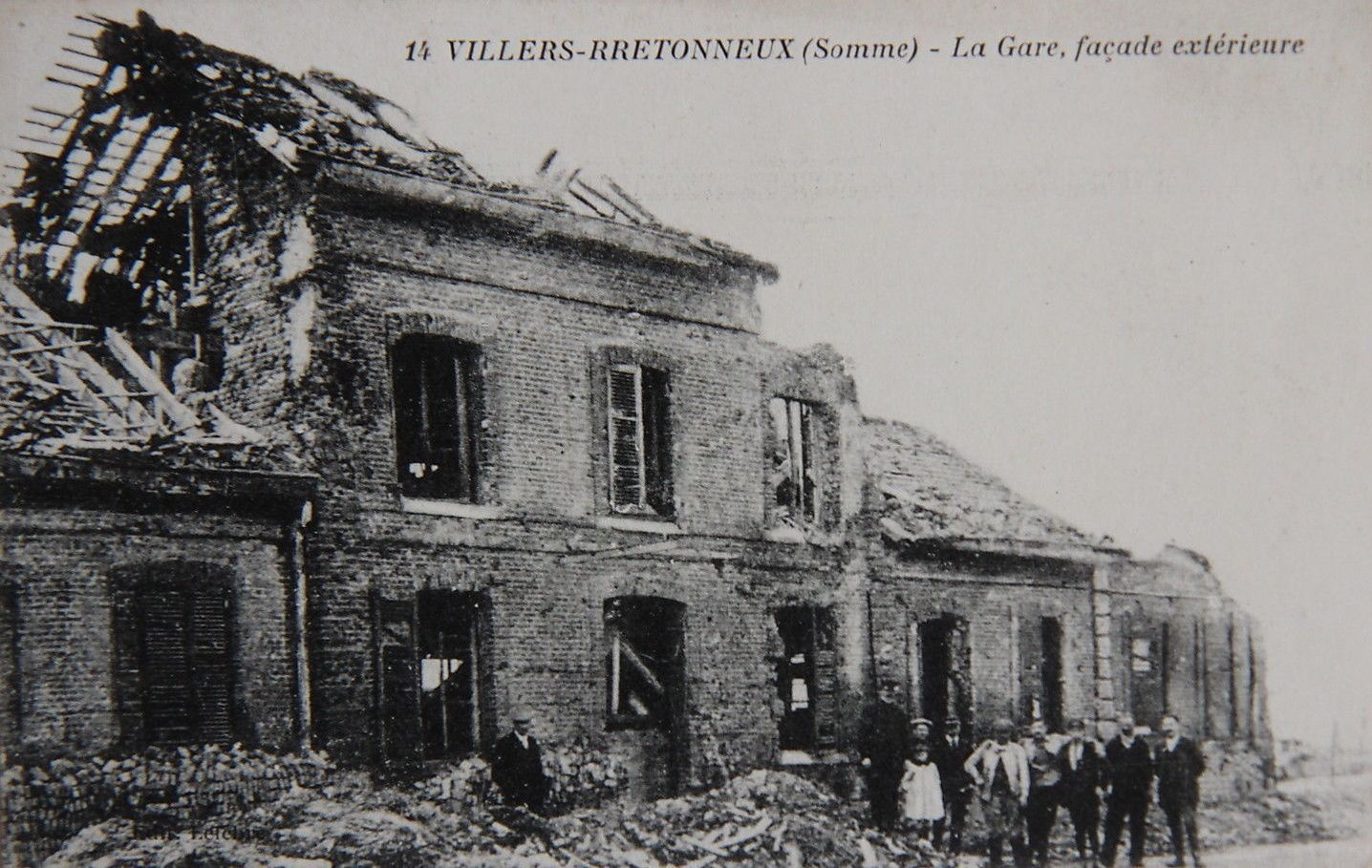
La gare initiale détruite.
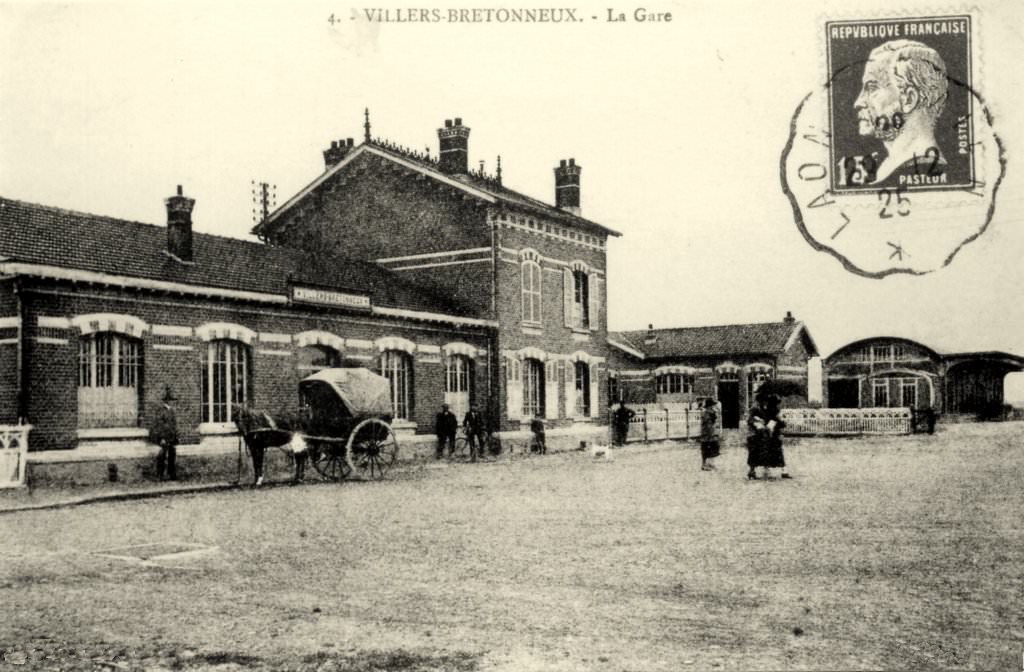
La nouvelle gare, vers 1920
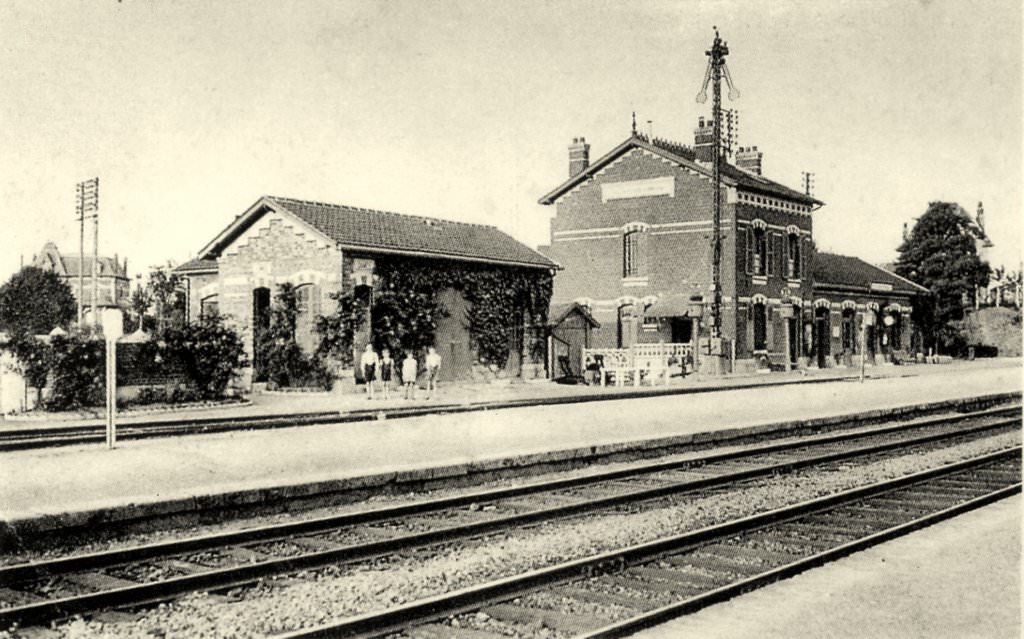
Autre vue de la nouvelle gare.

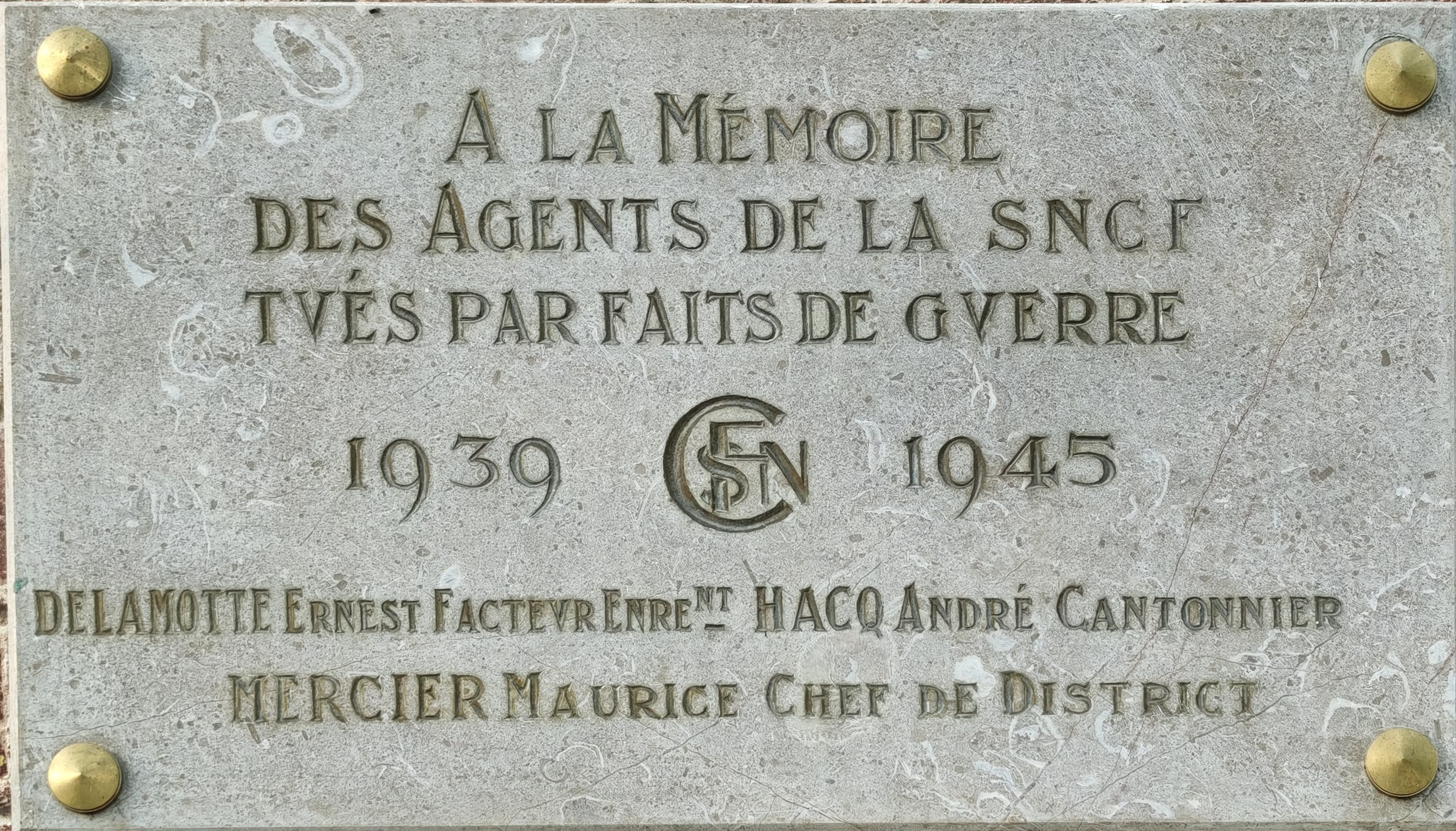
Plaque commémorative des cheminots tués durant la Seconde Guerre mondiale, sur la gare.

Depuis le 15 décembre 2024, les trains Amiens – Saint-Quentin desservent la gare, en raison de sa fréquentation (en augmentation, passant de 168 956 voyageurs en 2019 à 240 122 en 2023) et à la demande des usagers.

## Service des voyageurs

### Accueil
Villers-Bretonneux est une halte de la SNCF. Elle est équipée d'un automate pour l'achat de titres de transport TER.
Une passerelle permet le passage d'un quai à l'autre.

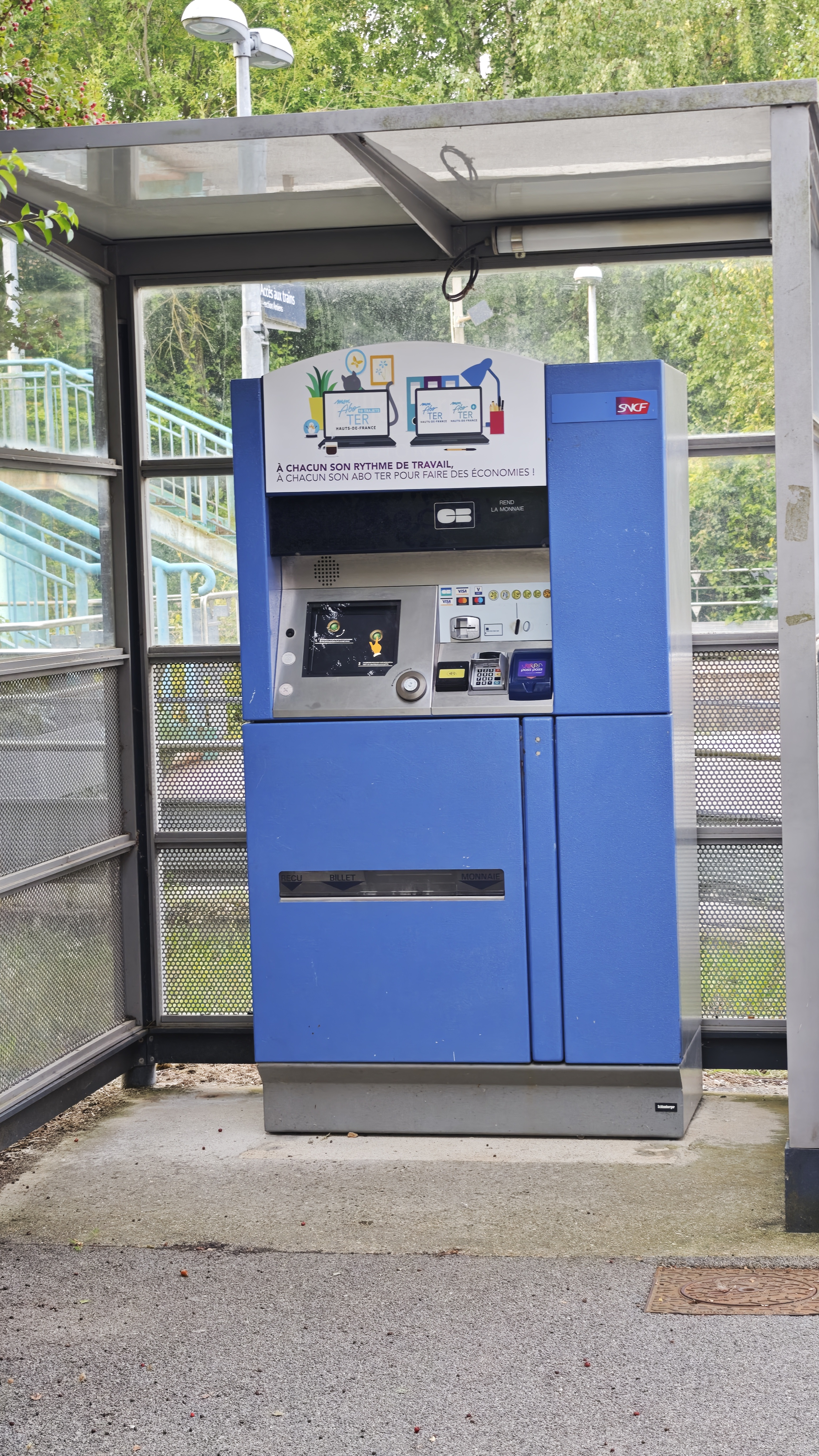
Distributeur de billets, à l'entrée du quai vers Tergnier / Saint-Quentin
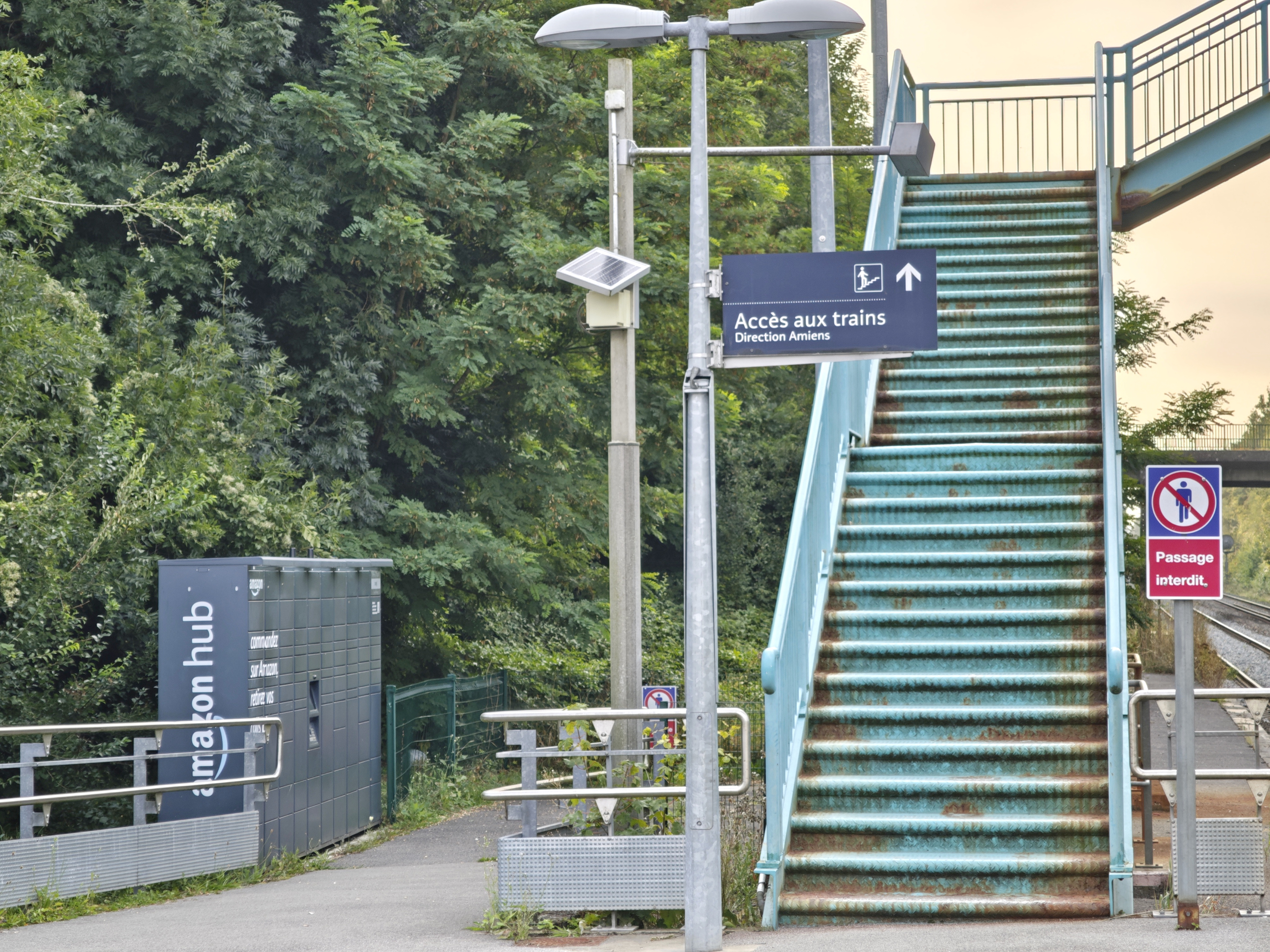
Le quai vers Amiens n'est accessible que par une passerelle. En 2025, la gare est dotée de casiers de livraison d'un commerçant en ligne.

### Desserte
Villers-Bretonneux est desservie par des trains régionaux du réseau TER Hauts-de-France, qui effectuent des missions entre les gares : d'Amiens et de Saint-Quentin (ligne K20) ; d'Amiens et de Tergnier, ou de Laon (ligne P20).

### Intermodalité

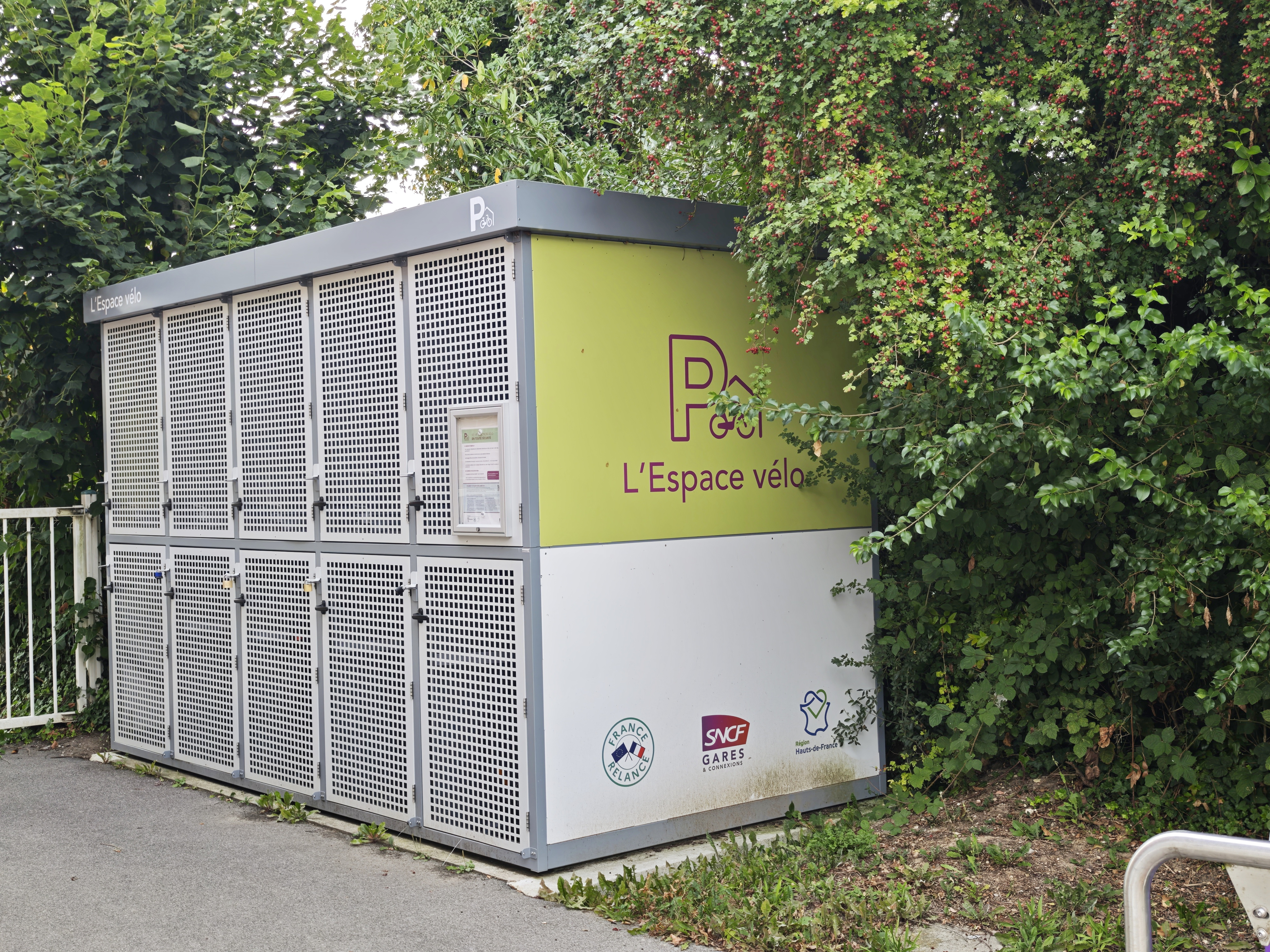
L'abri à vélos sécurisé en 2025.

Un parking et un parc à vélos sont aménagés à ses abords.